# Zambias damlandslag i volleyboll
Zambias damlandslag representerar Zambia i volleyboll på damsidan. Laget har deltagit i afrikanska mästerskapet 1995 och kvalet till VM 2014.